# サイクラム
サイクラム(Cyclam)または1,4,8,11-テトラアザシクロテトラデカン(1,4,8,11-tetraazacyclotetradecane)は、化学式(NHCH2CH2NHCH2CH2CH2)2の有機化合物である。水に溶ける白色の固体である。大員環リガンドとして著名で、多くの遷移金属カチオンと強く結合する。1,3-ジブロモプロパンとエチレンジアミンの反応で初めて生成された。

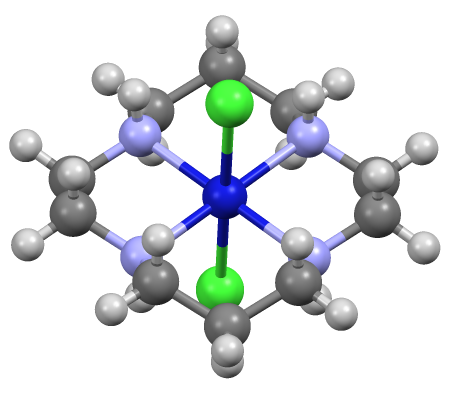
異性体の1つであるtrans-Ni(cyclam)Cl_{2}の構造

錯体は4つの第2級アミンを持ち、そのためN-H中心の配向によりいくつかのジアステレオマーが存在しうる。また、錯体は五員環と六員環の交互のキレート環を持つ。強く関連するリガンドであるサイクレン((CH2CH2NH)4)はC2N2Mのキレート環のみを持ち、正方形の平面錯体を形成しない傾向がある。

## N-アルキル誘導体

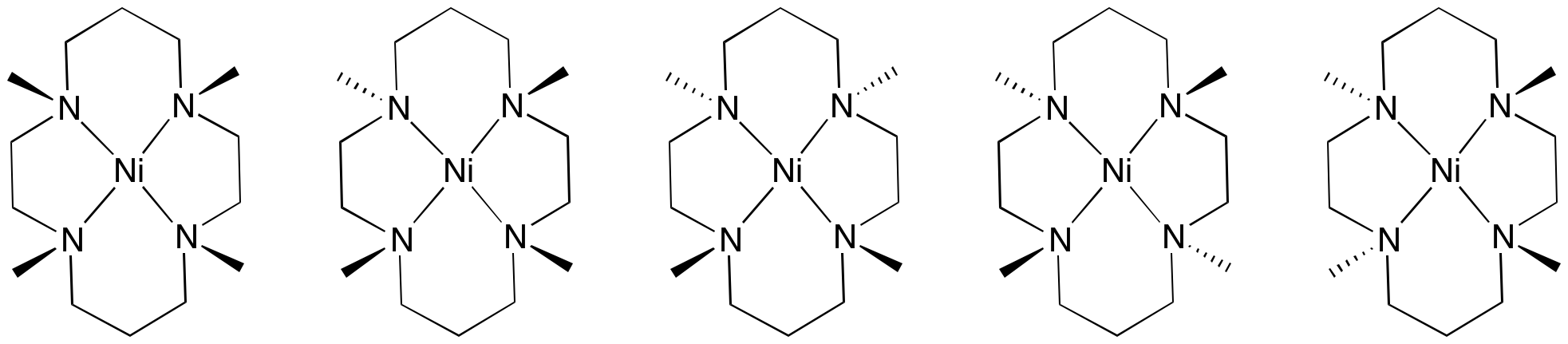
正方形平面の金属-サイクラム複合体の異性体

金属-サイクラム複合体は、第2級アミンの脱プロトン化から酸化分解されやすい。これによりNH中心が第3級アミンに置換されサイクラム誘導体が形成される。例えば、ホルムアルデヒドとギ酸によるメチル化でテトラメチル誘導体が容易に形成される。サイクラムのこれらの酸化的な誘導体は、多くの金属-O2錯体を可能にした。